# Robert Hare
Robert Hare (17. ledna 1781 Filadelfie – 15. května 1858 Filadelfie) byl americký chemik a profesor chemie a přírodních věd na Pensylvánské univerzitě. Vešel ve známost vynálezem kyslíko-vodíkového hořáku, umožňujícího svařování plamenem.

## Biografie
Narodil ve Filadelfii 17. ledna 1781 anglickému emigrantovi, prominentnímu obchodníkovi, vlastníku pivovaru a senátoru Robertu Haremu a jeho ženě Margaret jako jejich druhý syn z celkem čtyř dětí.
Navštěvoval hodiny chemie u Jamese Woodhouse. Během řízení otcova pivovaru se věnoval vědecko-výzkumné činnosti a v roce 1801 se zapsal do dějin vynálezem kyslíko-vodíkového hořáku, který nazval hydrostatickým hořákem.
Toto zařízení bylo jeho prvním, ale také možná jeho nejvýznamnějším příspěvkem pro vědu,
Benjamin Silliman (1779–1864)
Hořák se stal významným prvkem při použití v mnoha průmyslových odvětvích. Hare se stal prvním, kdo dokázal dosáhnout bodu tavení vápence, hořčíku, iridia a platiny nezanedbatelného objemu.
Roku 1811 se oženil s Harriet Clarkovou, s níž měl pět dětí. Jeho syn John James Clark Hare se stal významným právníkem a soudcem.
Robert Hare byl v roce 1818 jmenován předsedou chemických a přírodních věd na fakultě William and Mary a profesorem lékařské katedry University of Pennsylvania, kde působil až do roku 1847, kdy se vzdal profesorství. V další letech se obrátil k duchovním záležitostem.
Zemřel 15. května 1858 ve Filadelfii.

## Ocenění
- získal titul M.D. na Yale (1806)
- Rumfordova cena (1839) – první nositel

## Vynálezy a příspěvky na vědeckém poli
- kyslíko-vodíkový hořák (1801)
- zvýšení výkonu galvanického článku
- kalorimetr (1816)
- deflagrátor (1820), který byl použit pro tavení uhlíku a tvorbě jeho par
- navrhl proces výroby nenávykové opiové tinktury (laudana)
- proces pro detekci okamžitého množství opia v roztoku